# Channel 4 News
Channel 4 News er det vigtigste nyhedsprogram på det britiske tv-netværk Channel 4. Det er produceret af ITN og har været i drift siden Channel 4s lancering i november 1982.